# Reggie Jordan
Reginald Jordan, detto Reggie (Chicago, 26 gennaio 1968), è un ex cestista e allenatore di pallacanestro statunitense, professionista nella NBA.

## Carriera
Con gli Stati Uniti ha disputato due edizioni dei Campionati americani (1993, 1997).

## Palmarès
- Campione CBA (1996)
- All-CBA First Team (1996)
- CBA All-Defensive First Team (1996)
- Migliore nelle palle rubate CBA (1996)